# Postdigital
Postdigital – termin, który wszedł w użycie w dyskursie cyfrowej praktyki artystycznej na początku XXI wieku. Termin ten znacznie wskazuje na nasze szybko zmienione i zmieniające się relacje z technologiami cyfrowymi i formami sztuki. Wskazuje na postawę, która jest bardziej związana z byciem człowiekiem niż bycie cyfrowym. Jeśli spojrzymy na paradygmat konsensusu, człowiek boryka się z wyborem: albo społeczeństwo „postdigital” ma rzeczywisty sens i znaczenie, albo mieści się w paradygmat konsensusu, który obejmuje sztukę jako całość. W każdym razie, Roy Ascott pokazał, że różnice między digital i „postdigital” jest częścią gospodarki rzeczywistości.

## Teoria
Giorgio Agamben (2002) opisuje paradygmaty jako rzeczy, którymi myślimy, a nie rzeczy o których myślimy. Tak jak w komputerowym wieku, era postdigital też jest paradygmatem. W przeciwieństwu do idei post-humanizmu, na przykład, zrozumienie postdigital nie stawia sobie za cel opisać życie po cyfrowe, lecz próbuje opisać dzisiejszą możliwość poznania i badania konsekwencji ery komputerowej i świata cyfrowego. Choć era komputerowa zwiększyła możliwości człowieka za pomocą niesamowitych akcesoriów, postdigital może zapewnić paradygmat, za pomocą którego można zbadać i zrozumieć to zwiększenie możliwości i całą tę zmianę.
W The Future of Art in a Postdigital Age Mel Alexenberg określa „sztukę postdigitalną” jako dzieła sztuki, które odnoszą się do humanizacji technologii cyfrowej poprzez interakcję między cyfrowymi, biologicznymi, kulturowymi i duchowymi systemami, między cyberprzestrzenią a przestrzenią realną, między urzeczywistnionymi mediami a mieszaną rzeczywistością w komunikacji społecznej i fizycznej, między zaawansowanym technologicznie i tzw. „doświadczeń high touch”, między wizualnymi, haptycznymi, słuchowymi i kinestetycznymi przeżyciami medialnymi, między rzeczywistością wirtualną a wzbogaconą, między korzeniami a globalizacją, między auto-etnografią a narracją społeczną, a między wikiartami produkowanymi przez witrynę internetową i dziełami sztuki tworzonymi za pomocą alternatywnych mediów poprzez udział, interakcję i współpracę, w której rola artysty jest redefiniowana.
Oprócz szerokiego zakresu dyskursu artystycznego, pojęcie postdigital staje się terminem, który opisuje badanie naszej relacji z erą komputerową jako dominujący paradygmat w czasach globalnej przeplatającej się gospodarki, rosnącej populacji i planetarnych granic, na przykład w pracy Berry (2014).

## Muzyka
Kim Cascone używa tego określenia w swoim artykule The Aesthetics of Failure: „Post-digital” Tendencies in Contemporary Computer Music. Zaczyna artykuł od cytatu z Media lab MIT cyberpundit Nicholas Negroponte: „rewolucja cyfrowa się skończyła”. Cascone przechodzi do opisu tego, co widzi jako „post-cyfrową” linię lotu w muzyce znaną również jako „glitch” lub „microsound”, zauważając, że z handlem elektronicznym – teraz naturalną częścią struktury gospodarczej świata zachodniego i Hollywood – rozprzestrzenianie cyfrowego puchu poprzez gigabajty, medium cyfrowej technologii ma mniej fascynacji dla kompozytorów i samego siebie.’
W Art after Technology Maurice Benayoun wykazuje listę możliwych ścieżek dla „postdigitalnej” sztuki, zważając, że cyfrowy zalew spowodował zmianę w całym społecznym, gospodarczym, artystycznym krajobrazie i postawa artysty będzie poruszać się w strony, które starają się uciec od technologicznej sfery, tym samym nie będąc w stanie całkowicie jej odrzucić. Od „lowtech” do biotechnologii i krytycznej syntezy – krytyczna intruzja fikcji wewnątrz rzeczywistości – nowe formy sztuki wyłaniają się z epoki cyfrowej.
Jem Finer określił „Post digital”, w odniesieniu do jego dzieła, jak „powrót do dotykowego związku z pomysłami i materiałami informowanymi od ponad 30 lat pracy z komputerami. Praktyka, która stara się wyjść poza mediacje przez ekran i znaleźć się w świecie fizycznym, a nie w jednym etapie zostać usunięta przez cyfrową reprezentacje”.
On najpierw sformułował określenie w stosunku do jego 1000-letniego utworu, Longplayer. Choć rozpoczął swoje życie jak utwór generowany komputerowo, został „skomponowany” w taki sposób, aby mógł przetrwać ewentualną śmierć komputera, żeby mógł przyjąć każdy technologiczny kształt.
Rozwijając te idee, w 2005 roku zaproponował „post-digitalną” rzeźbę dźwiękową nieokreślonego trwania i kompozycji, Score for a Hole in the Ground, którą zainstalowano w Kings Wood, las w hrabstwie Kent w 2006 roku. To kompletnie omija cyfrową erę i używa tylko siły grawitacji, deszczu i wiatru jako źródła energii.
Zainspirowany suikinkutsu – wodne karyliony znajdujące się w świątyniach ogrodach Japonii – Score for a Hole in the Ground wykorzystuje niestandardowe instrumenty perkusyjne, na których gra spadająca woda, tworząc muzykę. Tak jakby korzeniowy system kanalików zbiera i wzmacnia dźwięki, przez róg stali nierdzewnej, wzniesiony 20 stóp nad ziemią. Finer opisuje swój projekt, jako muzyka oraz jako integralną częścią krajobrazu i siły które działają na nim i w nim.

## Sztuka
Florian Cramer wyjaśnił pojęcie postdigitalnej sztuki, w przeciwieństwie do hegemonii technologii cyfrowych, równolegle z ideą post-kolonialnej krytyki kapitalizmu:

Bardziej pragmatycznie, termin „post-cyfrowy” może być używany, aby opisać każde nowoczesne rozczarowanie cyfrowymi systemami informacyjnymi i multimedialnymi gadżetami, lub okres, w którym nasza pasja tymi systemami i gadżetami stała się historyczna. [...] Przeto, „post-digital”, jest prawdopodobnie czymś więcej, niż tylko niezdarnie określenie współczesnego (i, być może, nostalgicznego) trendu kulturowego. [...] Najprostsze określenie „post-digital” opisuje estetyka mediów, która sprzeciwia się takiej wysoko rozwiniętej technologii cyfrowej i tak wiernej czystości.

Sztuka Postdigital jest sztuką nowych mediów używając glitches, circuit bending i databending. Inne wyzwania związane z wykorzystaniem technologii cyfrowych we współpracy, przy założeniu, że ich obecność w składzie światowej sztuki do manipulowania. Artyści Mark Lecky, Alice Anderson, Daniel Arsham, Jolan Van Der Viel wyprodukowali dzieła grając z łączeniem cyfrowego/fizycznego stosunku. Theo-Mass Lexileictous bada rolę dystrybucji cyfrowej na sztukę w świecie fizycznym.